# San Pietro al Tanagro
San Pietro al Tanagro är en ort och kommun i provinsen Salerno i regionen Kampanien i Italien. Kommunen hade 1 707 invånare (2017).